# Горликче, Кристоффур
Кри́стоффур Горли́кче (фар. Kristoffur Gaardlykke; род. 7 февраля 2006 года в Тофтире, Фарерские острова) — фарерский футболист, полузащитник клуба «Б68».

## Карьера
Кристоффур — воспитанник академии тофтирского «Б68». 4 марта 2023 года он сыграл первый матч за вторую команду клуба, заменив Хильмара Хёйгора на 70-й минуте матча первого дивизиона против «НСИ». Всего в своём дебютном сезоне на взрослом уровне полузащитник принял участие в 24 встречах первой лиги. 13 апреля 2024 года Кристоффур забил первый гол в карьере, поразив ворота третьего состава «КИ» во втором дивизионе. Неделю спустя состоялся его дебют за основу «Б68»: в поединке фарерской премьер-лиги с «КИ» он вышел на замену на 41-й минуте вместо Фруйи о Борга.

## Личная жизнь
Отец Кристоффура, Петур — бывший футболист, а ныне вице-президент «Б68». Старший брат Кристиан является игроком третьей команды тофтирцев.